# Делятичи
Делятичи (бел. Дзяля́цічы) — деревня в Новогрудском районе Гродненской области Белоруссии. В составе Любчанского сельсовета.
Делятичи — древнее местечко исторической Новогрудчины.

## География
Деревня расположена в 6 км к северо-западу от Любчи, в 30 км на северо-запад от Новогрудка, в 55 км от железнодорожной станции Новоельня; на шоссе Любча—Вселюб.

### Гидрография
Делятичи стоят на левом берегу реки Неман, двумя километрами выше впадения в Неман Березины.

## Этимология
Согласно местному диалекту топоним звучит как Долетичи (бел. Далятычы). Официальное написание — Делятичи (бел. Дзяля́цічы).

## История

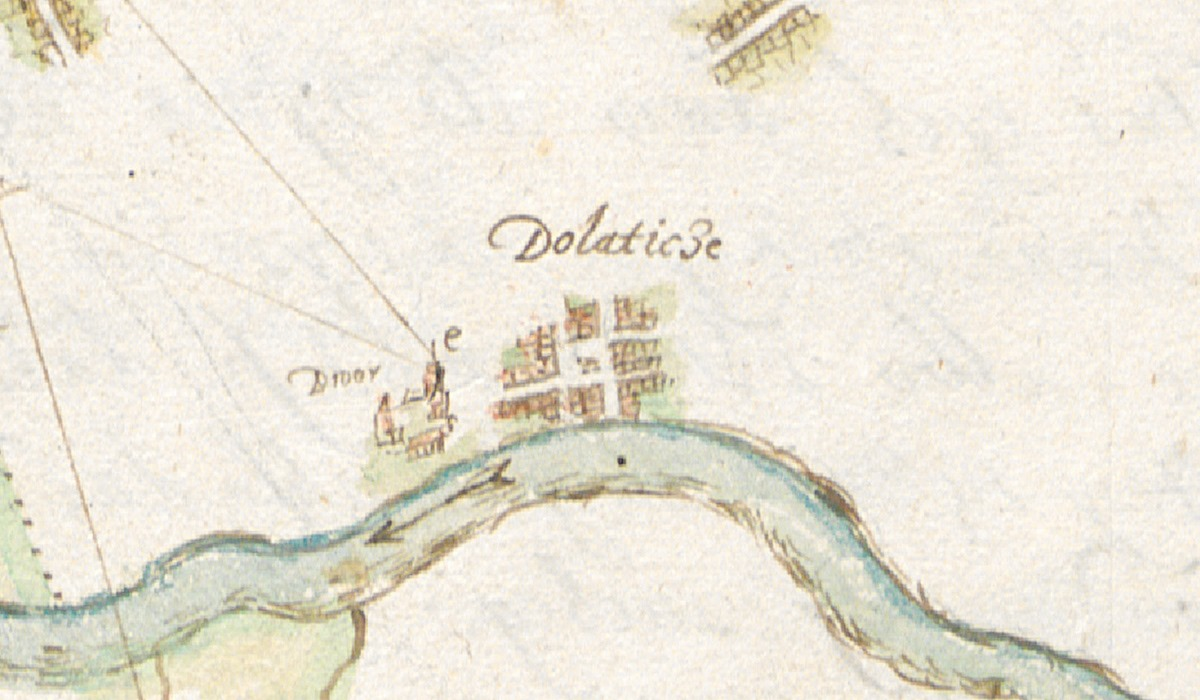
План местечка, 1640 г.

### Великое Княжество Литовское
Впервые Делятичи упоминаются во 2-й половине XIV века как двор великих князей. Первое письменное упоминание о Делятичах находится в «Хронике» Виганда Марбургского (1361 год). Виганд описывает Делятичи как великокняжеский двор на левом берегу Немана, «на Руси» к северу от Новогрудка («transeunt in Russyam in terram Delitcz»). В Wegebericht за 1385 год Делятичи также вспоминаются как великокняжеский двор в Новогрудской земле («Dolletitsch des koninges hoff im lande czu Nowgarthen»).
В 1428 году село находилось во владении великого князя Витовта, который подарил его своей жене Юлианне Гольшанской вместе со всей Новогрудской землёй.
На карте Томаша Маковского 1613 года Делятичи обозначены как местечко. С XVII века имение находилось во владении Радзивиллов.
В первой половине XVII века на территории имения в Делятичах существовали кальвинистский сбор, мельница, пивоварня, корчма, огороды и став с садом.
В местечке на 1652 год — рынок (на 19 рыночных участках жили одни христиане), 3 улицы (Новогрудская, Вселюбская, Виленская), 101 двор, церковь; на 1751 год — 69 дворов.

### В составе Российской империи
В результате третьего раздела Речи Посполитой (1795) Делятичи оказались в составе Российской империи, Любчанской волости Новогрудского уезда. 
На 1807 год на рынке были 10 христианских и 7 иудейских площадей, на 1828 год — 8 христианских и 10 иудейских, а в 1869 году рынок населяли только иудеи — 22 площади.
Иудейских дворов на 1869 год в местечке было 62, они находились на всех улицах: Новогрудской — 5, Вселюбской — 13, Виленской — 15, Любчанской — 3, на Юридике — 4.
В это время в Делятичах насчитывалось 75 дворов крестьян, которые уже стали собственниками своих земель, а также 7 татарских дворов (5 из них располагались на улице Новогрудской, 2 — на Юридике).

На 1819 год в местечке было 113 дворов, на 1859 год — 75, в 1870-е годы — 71, а также церковь, школа и мельница, 2 магазина.
В 1867 году в местечке построен деревянный Крестовоздвиженский православный храм, сохранившийся до наших дней. В XIX веке сооружена отдельно стоящая каменная колокольня.
Согласно переписи в 1897 году — 229 дворов, 2 церкви, 2 церковно-приходские школы, магазин, таверна, 2 мельницы.
Во времена Первой мировой войны в 1915 году Делятичи заняли войска Германской империи.

### Настоящее время
25 марта 1918 года согласно Третьей Уставной грамоте Делятичи провозглашались частью Белорусской Народной Республики. Жители местечка получили свидетельства Народного Секретариата БНР.
1 января 1919 года в соответствии с постановлением и съездом КП(б) Беларуси Делятичи вошли в состав Белорусской ССР.
Во время Первой мировой войны оккупированы немецкой армией, в 1918—1920 годах городок поочерёдно занимали поляки и большевики.
Согласно Рижскому мирному договору 1921 года оказались в составе межвоенной Польской Республики, в Новогрудскм повете. В это время в местечке образовался греческо-католический приход. При нём действовал церковный хор, которым руководил пономарь Якуб Семашко. В репертуаре хора были также и белорусские народные песни. Некоторые хористы позже попали в знаменитый хор Григория Ширмы. С 1935 года здесь работал пастырем белорусский католический священник византийского обряда а. Вячеслав Аношко, который был членом Совета Белорусского Экзархата Греческо-Католической Церкви.
В 1939 году Делятичи вошли в БССР. Статус поселения — деревня.
В 1940—1954 годах центр Делятичского сельсовета. До 18 сентября 1989 года деревня входила в состав Вересковского сельсовета.

На 1971 год здесь было 360 дворов, на 1993 год — 218, на 1997 год — 191.

Местечко на старых снимках
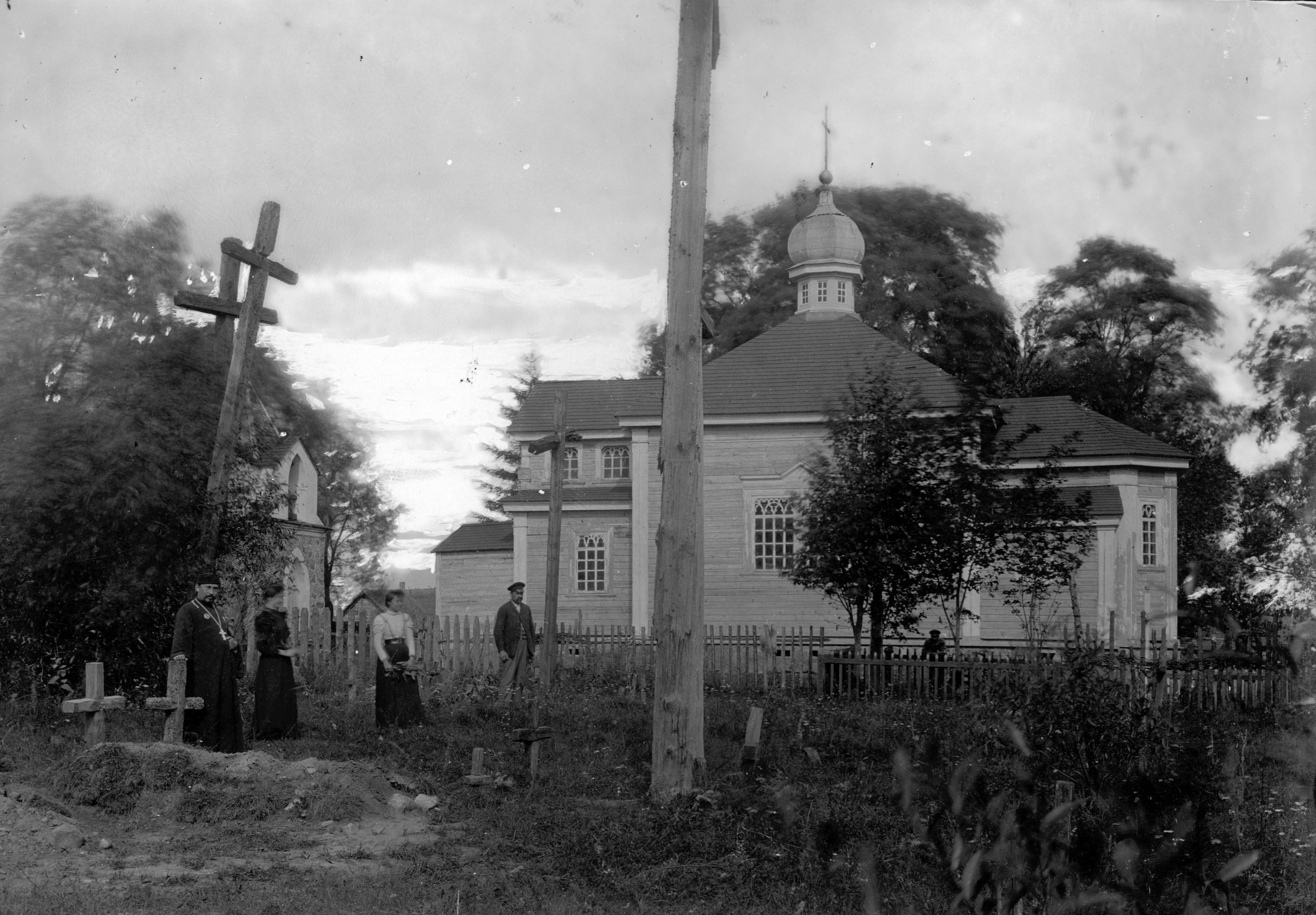
Церковь в Делятичах на фото начала XX века
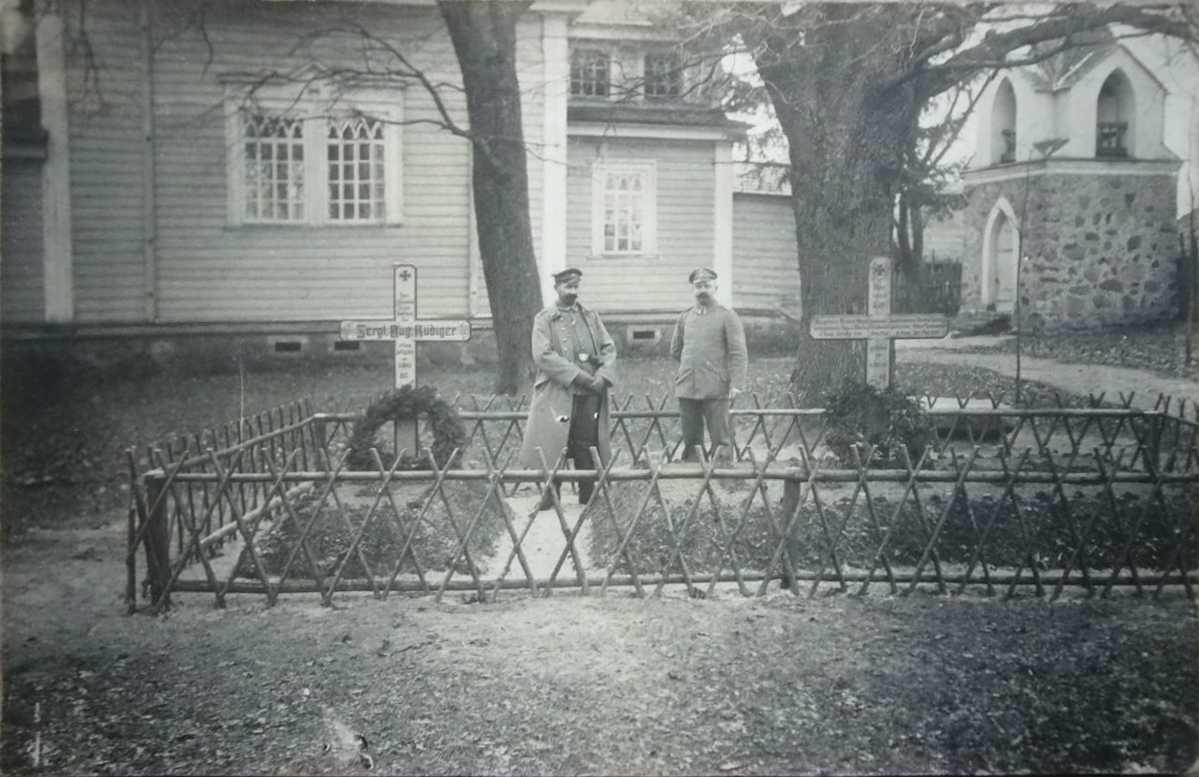
Церковь, 1915 г.
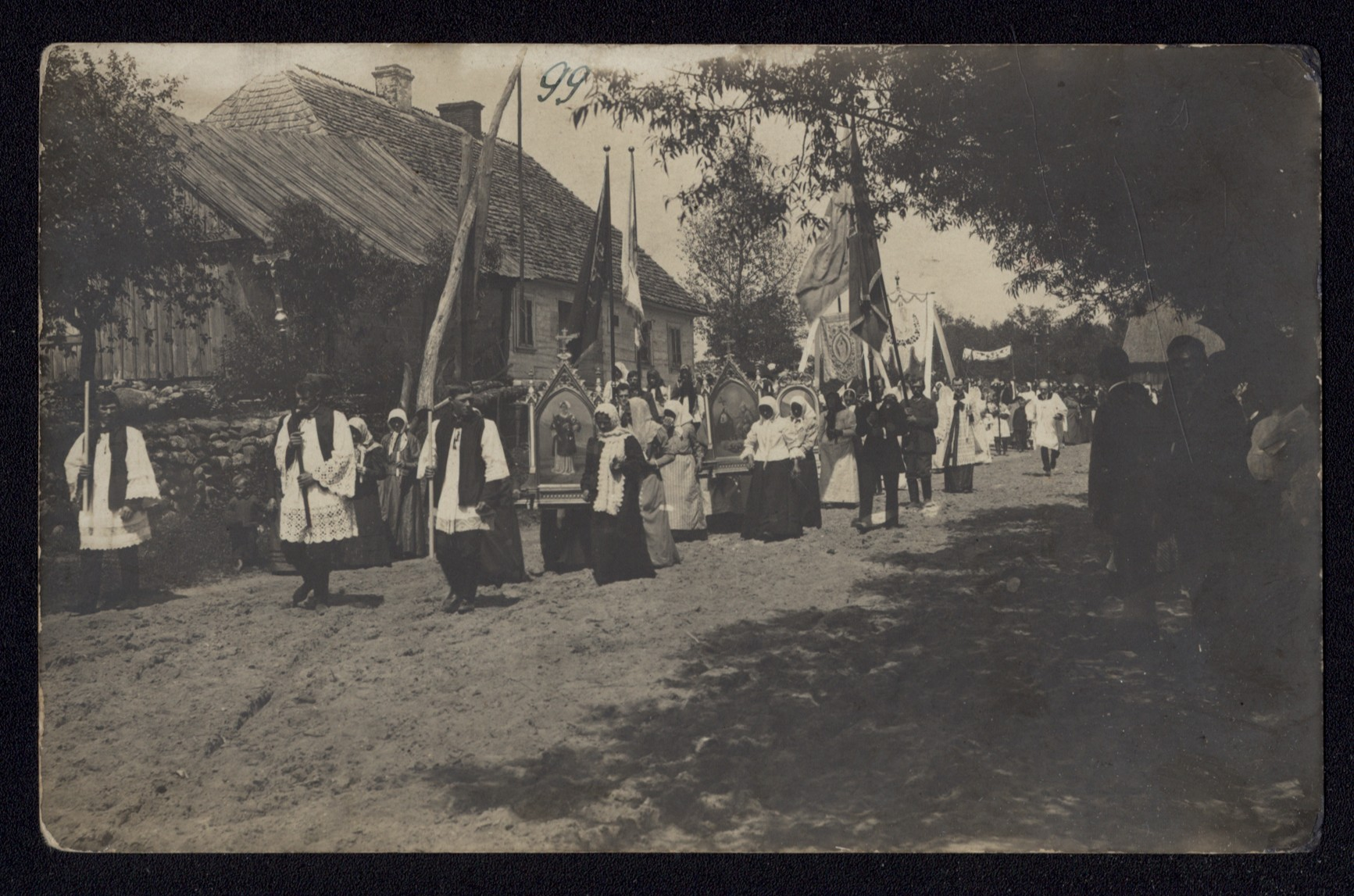
Процессия в Любчу, 1912 г.
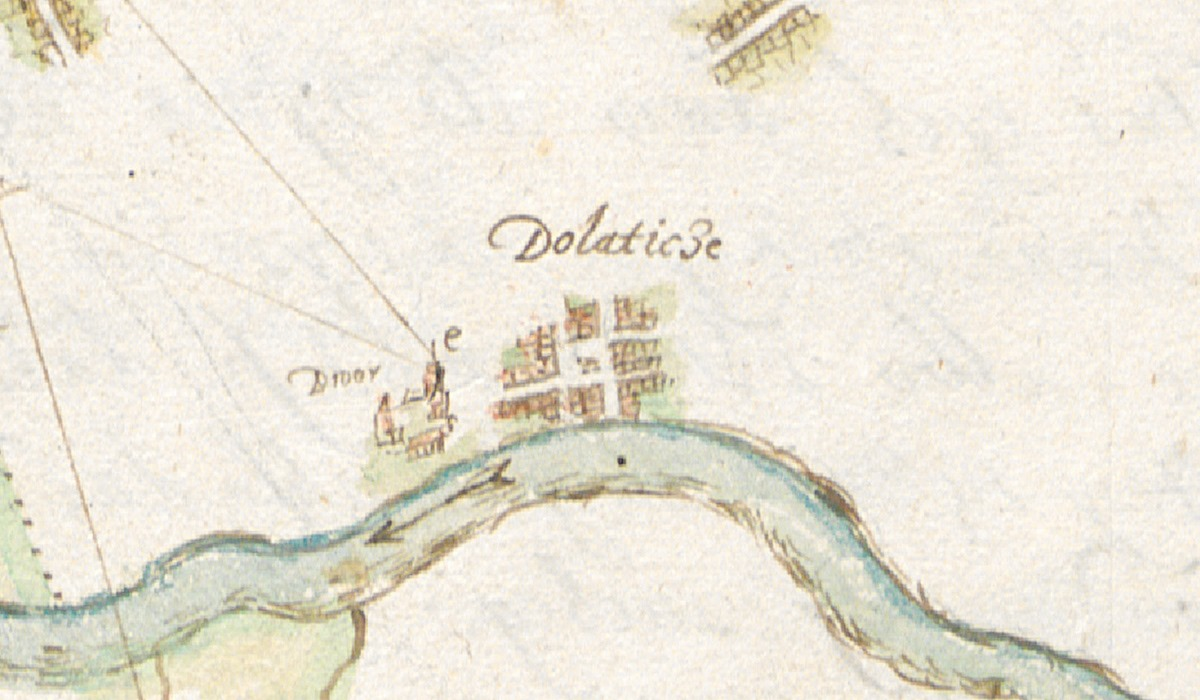
План местечка, 1640 г.
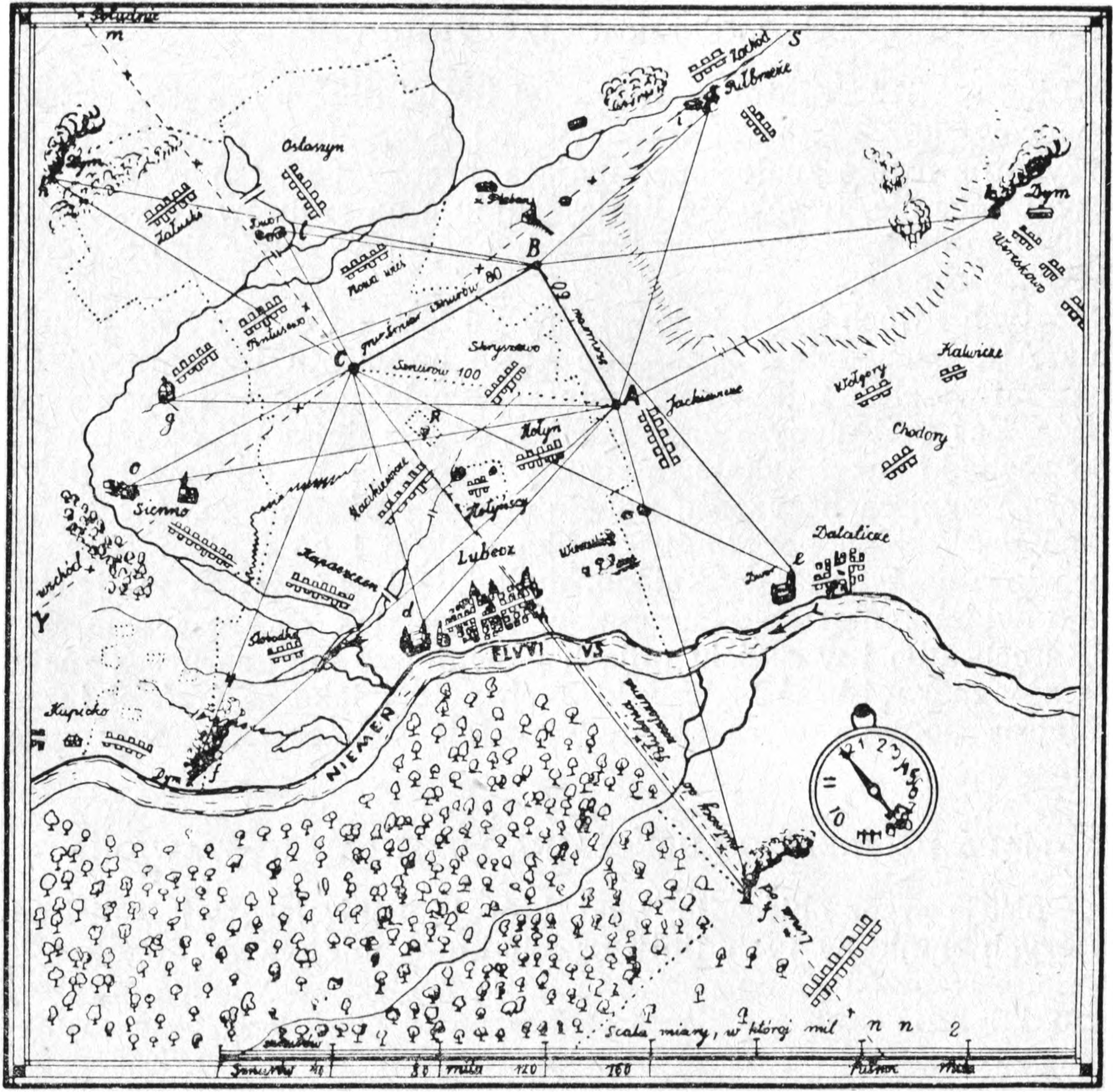
Любча-Делятичи, 1659 г.
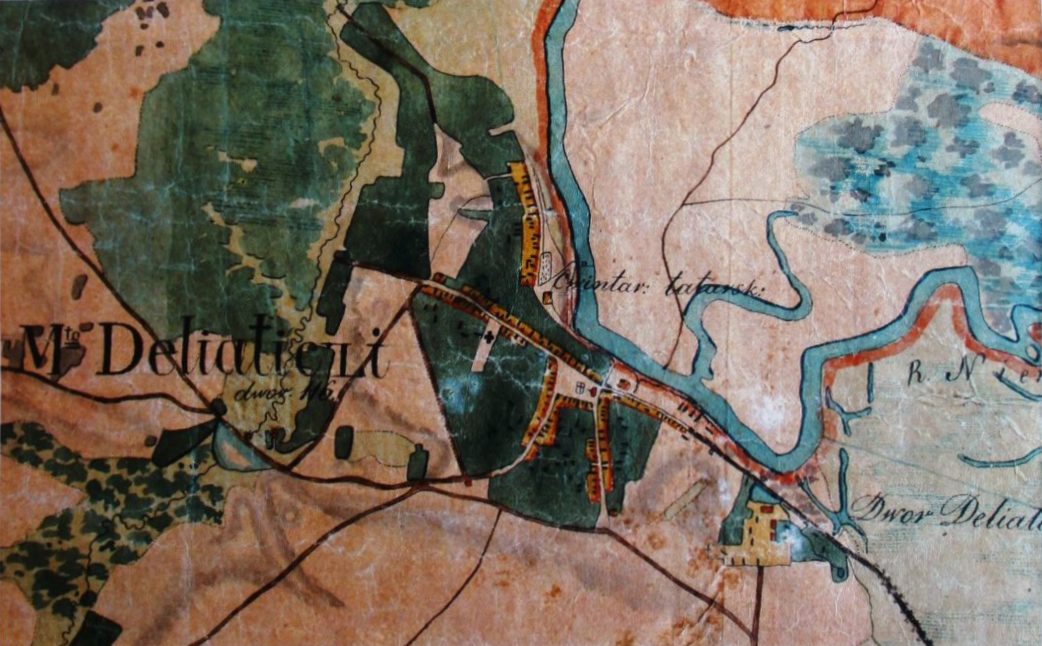
План местечка, XIX век

## Население

### Численность
- 2009 год — 181 человек

### Динамика
- 1652 год — 101 двор, в том числе 19 на рынке, 82 на трёх улицах; в местечке жили только христиане, позже поселились иудеи, число которых со временем увеличивалось
- 1751 год — 69 дворов
- 1819 год — 113 дворов
- 1830 год — 335 муж., в том числе шляхта — 4, духовный стан — 1, мещане-христиане и крестьяне — 285, мещане-иудеи — 44, иные селяне— 1
- 1859 год — 75 дворов
- 1875 год — 770 человек (71 двор)
- 1897 год — 1 509 человек (229 дворов)
- 1971 год — 895 человек
- 1993 год — 393 человек
- 2008 год — 213 человек
- 2009 год — 181 человек[8] (перепись населения)

## Инфраструктура
Не действует школа.

## Достопримечательность
- Крестовоздвиженский православный храм (1867)[9] —  Историко-культурная ценность Республики Беларусь, шифр 413Г000747
- Колокольня XIX века
- Курган (X—XIII вв.) — памятник археологии. Расположен в 4 км на запад от Делятичей —  Историко-культурная ценность Республики Беларусь, шифр 413В000448
- Кладбище еврейское
- Синагога

## Галерея

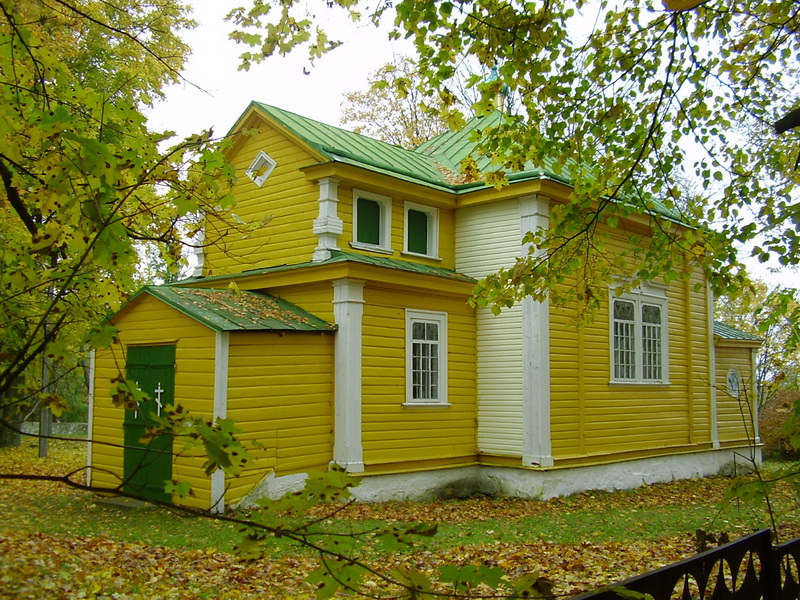
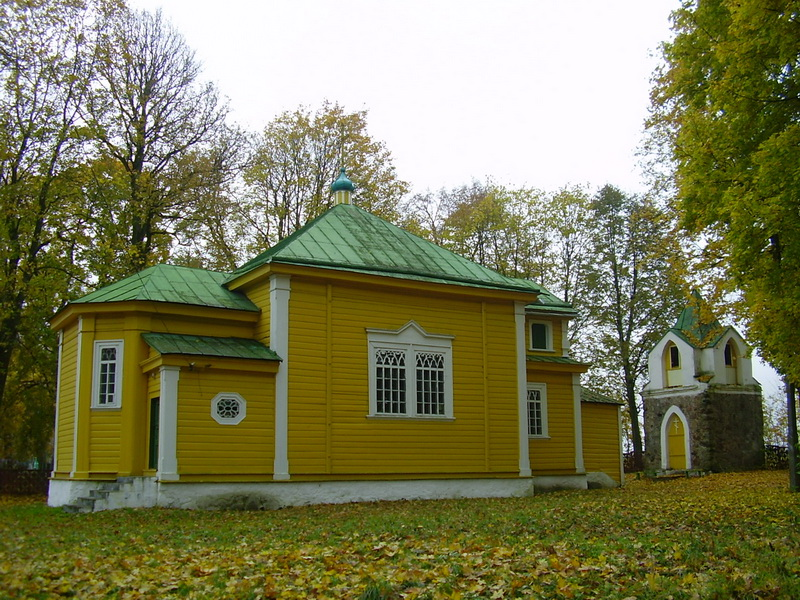
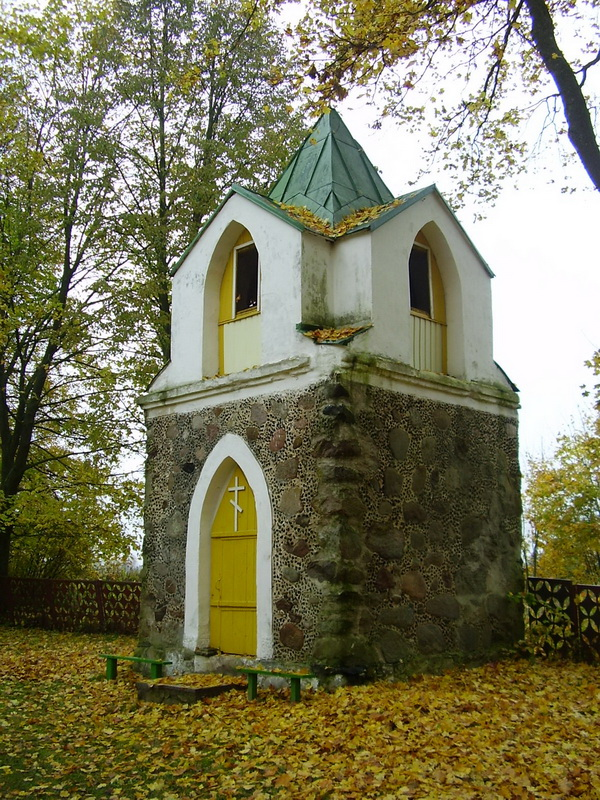
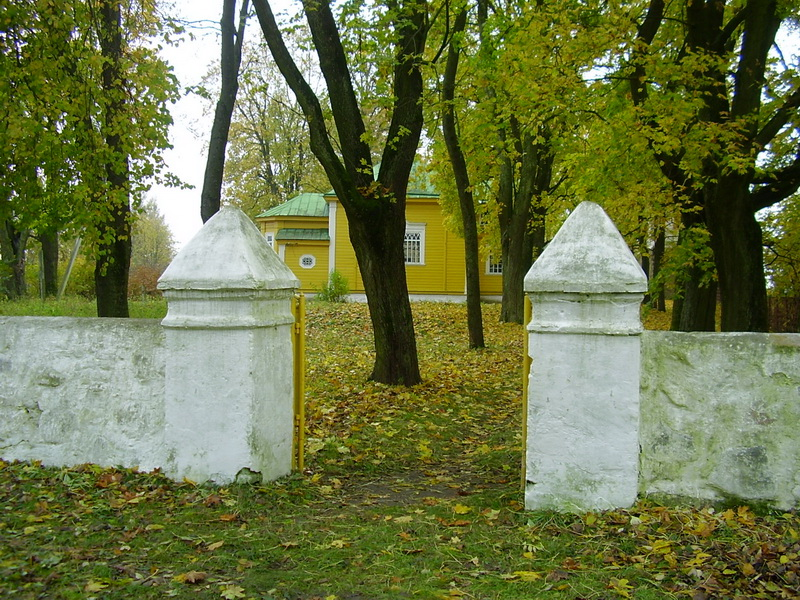
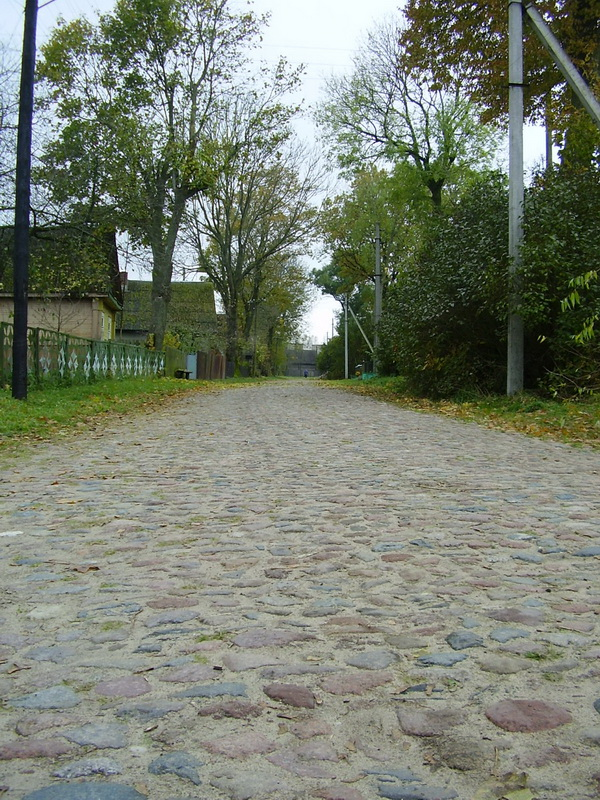

### Утраченное наследие
- Кальвинистский сбор
- Фольварк Дубы Бернадские